# SOS
SOS е наименование на международния морзов сигнал за бедствие. Представлява последователност от „три точки-три тирета-три точки“ които се предават без никакви паузи (· · · – – – · · ·, чуйте). В радиотелефонните (гласови) връзки се ползва сигналът за бедствие „Mayday“, приет през 1927 г.

## История
Преди въвеждането на SOS няма официално утвърден единен сигнал за бедствие. Най-масово е бил използван CQD. CQ е сигнал за общо повикване на всички радиостанции и добавили D от английското „danger“ – опасност. Но сигналът CQD често е бъркан с CQ, освен това е използван и при аварии на сушата. Било взето решение да се въведе нов единен сигнал за бедствия по море.
Сигналът SOS е използван за пръв път от германското правителство в правила за радиосъобщенията от 1 април 1905 и е включен в Международната радиотелеграфна конвенция, подписана на 3 ноември 1906 г. и влязла в сила на 1 юли 1908 г. 
SOS е избран, защото е кратък, ритмичен и може лесно да бъде разбран, може да се предава бързо и непрекъснато, дори при далечно приемане или претрупан ефир, без да се обърка с друг сигнал. Така че SOS при появата си няма нищо общо с абревиатури, съкращения и инициали. Тълкувания, като „save our souls“ („спасете нашите души“), „save our ship“ („спасете нашия кораб“), „send our succour“ („изпратете нашия спасител“), „swim or sink“ („плуваме или потъваме“) или руското „спасите от смерти“ („спасете от смърт“), са измислени по-късно и не са свързани със създаването и приемането на сигнала SOS.
Съществува разпространено заблуждение, че за пръв път в историята сигналът SOS е подаден от търпящия бедствие Титаник в нощта на 15 април 1912 г., в 00:45. В действителност този случай е поне осмият поред.
„Титаник“ започва да излъчва сигнал за бедствие в 00:13 ч. на 15 април 1912 г. Първоначално старшият радист Джак Филипс излъчвал стария сигнал CQD. В 00:45 ч. когато била спусната първата спасителна лодка, Харълд Брайд, помощник на старшия радист, посъветвал Филипс: „Предай сега SOS, това е новият сигнал, може повече никога да не ти се удаде случай да го предаваш.“ Според други е казал „Предай сега SOS. Друг шанс да го използваш може би няма да имаш.“ По това време капитан Смит е бил при тях и тримата се засмели.